# مخطط بوربيه
مخطط بوربيه (بالإنجليزية: Pourbaix diagram)‏ ويُسمى أيضاً مُخطط pE/pH أو مُخطط EH-pH، هو مُخطط كيميائي يُحدد مراحل الاستقرار (التوازن) المحتملة في نظام الكهروكيميائية المائي. يُعبر عن حدود الأيونات السائدة بخطوط.
سُمي هذا المُخطط نسبةً مخترعه وهو الكيميائي البلجيكي مارسيل بوربيه (1904-1998).